# 고스트버스터즈 2
《고스트버스터즈 2》(영어: Ghostbusters II)는 1989년에 개봉한 미국의 코미디 영화로, 1984년작 《고스트버스터즈》의 속편이다. 전편의 감독 아이번 라이트먼과 빌 머리, 댄 애크로이드, 시거니 위버, 해럴드 레이미스, 릭 머래니스, 애니 포츠 등이 그대로 이어지며, 새로 피터 맥니콜, 커트 풀러 등이 참여하였다. 전편의 5년 후를 배경으로 뿔뿔이 흩어진 고스트버스터즈 팀이 다시 뭉쳐 새로운 악당의 위협에 맞서는 내용이다.

## 출연
- 빌 머리 - 피터 벵크먼
- 댄 애크로이드 - 레이 스탠츠
- 시거니 위버 - 데이나 배럿
- 해럴드 레이미스 - 이곤 스펭글러
- 릭 머래니스 - 루이스 털리
- 애니 포츠 - 저닌 멜니츠
- 피터 맥니콜 - 야노시 포하
- 커트 풀러 - 잭 하더마이어
- 데이비드 마걸리스 - 레니 클로치 뉴욕시장
- 해리스 율린 - 스티븐 웩슬러 판사
- 재닛 마걸린 - 검사
- 윌리엄 T. 도이천도프, 행크 J. 도이천도프 2세 - 오스카

데이나의 갓난쟁이 아들 오스카 역을 맡은 도이천도프 형제는 쌍둥이이다.

## 한국어 더빙 성우진 (KBS, 1993년 7월 31일)
- 배한성 - 피터 (빌 머레이)
- 김도현 - 레이 (댄 애크로이드)
- 이정구 - 이곤 (해롤드 래미스)
- 강희선 - 다나 (시고니 위버)
- 오세홍 - 루이스 (릭 모라니스)
- 설영범 - 윈스톤 (어니 허드슨)
- 유민석
- 한상덕
- 성병숙
- 정동열
- 유해무
- 유영환
- 유남희
- 유동현
- 최병상